# Sofie av Danmark
Sofie av Danmark, död 1247, var en dansk prinsessa, gift med markgreve Johan I av Brandenburg. Hon var dotter till kung Valdemar Sejr av Danmark och Berengaria av Portugal. 
Sofia fick uppleva att hennes bröder, Erik Plogpenning och Abel av Danmark, råkade i krig med varandra. Hon tog på sig uppdraget att medla mellan dem och lämnade därför Brandeburg och reste till Danmark, trots att hon vid samma tidpunkt var gravid. Resan framkallade en tidig förlossning, som orsakade hennes död.

## Familj
Sofies barn med Johan I av Brandenburg var:
- Johan II av Brandenburg (omkr. 1237 – 1281), medregerande markgreve av Brandenburg.
- Otto IV "med pilen" av Brandenburg (omkr. 1238–1308), markgreve av Brandenburg.
- Erik av Brandenburg (omkr. 1242–1295), ärkebiskop av Magdeburg 1283–1295.
- Konrad I av Brandenburg (ca. 1240–1304), medregent som markgreve av Brandenburg, far till Valdemar av Brandenburg.
- Helene (1241/42 –1304), gift 1258 med markgreven Dietrich av Landsberg, (1242–1285).